# Никола Илочки
Никола Илочки (мађарски: Újlaki Miklós; 1410 — 1477) је био мачвански бан (1430–1477), војвода Трансилваније (1441–1458. и 1462–1465), хрватско-славонско-далматински бан (1472) и титуларни краљ Босне (1471–1476).

## Биографија
Никола је припадао великашкој угарској породици Илочки. Био је син Ладислава Илочког и Ане Стиборић, ћерке трансилванијског војводе Стибора. Отац му је умро недуго након његовог рођења. Никола је био најистакнутији потомак породице Илочки, која је име добила по велепоседству Илока од 1364. године. Сам град је током његове владавине доживео процват. Угарски краљ Алберт умро је 1439. године након чега у Угарској избија грађански рат. Никола у рату подржава краљеву удовицу Јелисавету, која је настојала да круну обезбеди за свог сина Ладислава Посмрче. Краљица Јелисавета је наградила Николу Илочког начинивши га витезом. Међутим, Никола је убрзо променио табор и стао на страну краљичиног противника Владислава III. Након што је однео победу, Владислав је Николи дао велике повластице дајући му титулу војводе Трансилваније, заједно са Јанком Хуњадијем. Никола је 1457. године учествовао у завери против Хуњадијевог сина Ладислава која се завршила Ладиславовим погубљењем. Следеће године је Ладиславов брат, Матија Корвин, изабран за краља Угарске. Међутим, многи угарски племићи одбили су да га признају за свог суверена. Никола и палатин Ладислав II Горјански предводили су опозицију која је тражила подршку од светоримског цара Фридриха III који је чувао и круну Светог Стефана. Матија је на крају ипак признат за краља.
Никола је задржао свој положај и током Матијине владавине. Матија га је учинио вечним грофом Теочака 1464. године што је била част која је претходно указана само двојици племића. Матија га је 1471. године прогласио босанским краљем. Никола није добио готово ништа сем титуле краља, будући да је султан Мехмед II освојио Босну 1463. године и прикључио ју је Османском царству. Почетком 1472. године Никола је проглашен хрватско-славонско-далматинским баном како би се осигурала његова верност Матији Корвину. Међутим, смењен је са положаја бана исте године. Наследио га је Дамјан Хорват. Као босански краљ, Никола је ковао сопствени новац и имао свој двор. Потписивао се као: "Никола, милошћу Божијом краљ Босне" (лат. Nicolaus Dei Gratia Rex Bosniae). Његово "краљевство" се, међутим, састојало од свега неколико тврђава. Није га успео одбранити од Турака, али је титулу задржао до краја живота. Наследио га је син Лоренцо Илочки.

## Породица
Никола Илочки се женио два пута. Прва супруга, Маргита Розгони (1441-1458) родила му је шесторо деце:
- Никола
- Стефан
- Катарина
- Еуфросина
- Јеронима
- Урсула

Друга супруга, Доротеја (1471-1495), родила му је двојицу синова:
- Лоренцо (1459-1524), који је наследио очево богатство. Његовом смрћу угасила се лоза Илочких. Лоренцо је једини од своје браће надживео оца.
- Бернард